# Eurofoam
Eurofoam ist ein österreichisches Unternehmen, das Polyurethan-Weichschaumstoffe herstellt und verarbeitet. Gegründet wurde Eurofoam 1992 als Joint-Venture-Unternehmen zwischen der belgischen Recticel S.A. und der österreichischen Greiner AG. Im April 2020 gab Greiner bekannt, auch die zweite Hälfte von Eurofoam übernommen zu haben, womit sich Eurofoam jetzt zur Gänze in seinem Besitz befinde.
PU-Schaumstoffe werden für Matratzen und Polstermöbel, in der Automobilindustrie, in technischen Bereichen, für Sport und Freizeit, als Spezialverpackungen und im Schallschutz benötigt.
Eurofoam besitzt ein Netzwerk von 36 Produktions- und Verarbeitungsbetrieben in 11 Ländern Zentral- und Osteuropas (Stand Dezember 2019). Im Jahr 2019 erzielte die Eurofoam Gruppe mit 2.317 Mitarbeitern einen konsolidierten Umsatz von 399 Millionen Euro.

## Geschichte
Anfang der 1950er Jahre wurde zuerst in Deutschland, kurz darauf auch in Österreich mit der Schäumung von einzelnen Blöcken begonnen. Im Jahr 1966 erfolgte in Kremsmünster die Aufstellung einer kontinuierlichen Schäumanlage. Diese legte den Grundstein zu Massenproduktion und variierbaren Härtegraden.
Im Laufe der darauffolgenden Jahre wurden mehrere Werke gebaut und eine Reihe von Niederlassungen im In- und Ausland errichtet. Die 1989 gegründete Dachgesellschaft Greiner Holding AG bildete den organisatorischen Rahmen für die Weiterentwicklung.
Aufgrund der Geschäftsmöglichkeiten in Osteuropa im Zuge des Zusammenbruchs des RGW und der Expansion der EU entschloss sich die Greiner Holding AG ihre Unternehmungen im Bereich Weichschaum in ein Joint Venture mit der belgischen Recticel S.A. einzubringen. Dieses 50/50 Joint Venture wurde 1992 als Eurofoam gegründet und konnte seitdem erfolgreich in Zentral- und Osteuropa mit zahlreichen Tochterfirmen expandieren.
Anfang 2014 wurde gegen Eurofoam (zusammen mit seinen Mitbewerbern Vita, Carpenter und Recticel) eine Kartellstrafe von 15 Mio. € verhängt.
Im Februar 2021 wurde die Firma Eurofoam zusammen mit anderen Schaumunternehmen der Greiner-Gruppe zur neuen Firma Neveon zusammengelegt.

## Entwicklungen
cellpur
Schaumstoff wird funktionell mit einem sphärischen Zellulosepulver kombiniert und kann so ein trockeneres Schlafklima schaffen. Die Anwendungsgebiete reichen von Matratzen und Polstermöbeln über die Automobilindustrie bis hin zu Bekleidung und Schuhen.
deflammo FF
Teile des Funktions-Schaumstoffs deflammo FF sind nach ÖNORM A3800 B1 (schwer brennbar) und teilweise Q1 (schwach qualmend) zertifiziert. Gleichzeitig erfüllt deflammo FF die wichtigsten europäischen und internationalen Brandnormen wie z. B. ÖNORM A3800 B1, teilweise Q1, BS 5852 Crib 5 oder MVSS 302 (DIN 75200).
xdura
dauerhaltbarer Schaumstoff